# Henryk Dziewiątka
Henryk Dziewiątka (ur. 2 lipca 1953 w Witanowicach) – generał dywizji Wojska Polskiego.

## Życiorys
W latach 1973–1977 był podchorążym Wyższej Szkoły Oficerskiej Wojsk Pancernych im. Stefana Czarnieckiego w Poznaniu. 28 sierpnia 1977 roku został promowany, jako prymus, przez gen. broni Eugeniusza Molczyka do stopnia podporucznika. Po ukończeniu szkoły został przydzielony do 2 Sudeckiego pułku czołgów średnich w Opolu i wyznaczony na stanowisko dowódcy plutonu czołgów.
W 1981 roku ukończył Wyższy Kurs Doskonalenia Oficerów w Warszawie. W okresie od września 1981 roku do lipca 1984 roku był słuchaczem Akademii Wojsk Pancernych im. marszałka Rodiona Malinowskiego w Moskwie. Po powrocie do kraju został wyznaczony na stanowisko starszego oficera w Wydziale Operacyjnym Sztabu 10 Dywizji Pancernej w Opolu, a dwa lata później został szefem tego wydziału. W 1991 roku objął stanowisko dowódcy 59 pułku zmechanizowanego, a w 1993 roku został skierowany do służby w sztabie Krakowskiego Okręgu Wojskowego, gdzie był szefem Oddziału Systemów Kierowania, a następnie szefem Oddziału Mobilizacyjnego. Na przełomie 1995 i 1996 ukończył Podyplomowe Studia Operacyjno-Strategiczne w Akademii Obrony Narodowej w Rembertowie.
Po ukończeniu studiów podyplomowych w 1996 roku został wyznaczony na stanowisko dowódcy 14 Brygady Pancernej Ziemi Przemyskiej w Przemyślu. W styczniu 2000 roku objął dowodzenie 21 Brygadą Strzelców Podhalańskich im. gen. bryg. Mieczysława Boruty-Spiechowicza w Rzeszowie. 30 stycznia 2002 roku powierzono mu stanowisko dowódcy 1 Warszawskiej Dywizji Zmechanizowanej im. Tadeusza Kościuszki w Legionowie. 
15 sierpnia 2002 roku otrzymał nominację na stopień generała brygady, a 15 sierpnia 2004 roku na stopień generała dywizji. Obie nominacje otrzymał z rąk Prezydenta RP, Aleksandra Kwaśniewskiego.
Od kwietnia 2005 do 2006 był szefem Generalnego Zarządu Rozpoznania Wojskowego (P-2) Sztabu Generalnego Wojska Polskiego, a w latach 2006-2009 szefem Zarządu Szkolenia P-7 SG WP. 31 stycznia 2010 roku został zwolniony z zawodowej służby wojskowej i przeniesiony do rezerwy.